# Esporte do Peru
O Esporte no Peru tem um proeminente fator na sociedade peruana. Como ocorrem toda América do Sul, o futebol é o desporto mais praticado e mais popular no país. Ainda destacam-se voleibol, tiro, surf, taekwondo, basquetebol e tênis. O críquete também é um dos esportes do país.

## Organização
O esporte no Peru está dividido em várias federações esportivas (uma para cada prática esportiva) que estão sob a tutela da entidade estatal máxima para regular sua prática, o Instituto Peruano do Esporte. Este órgão é responsável por receber o orçamento que o Governo Central atribui à área para a repartir entre todas as federações e entidades ligadas à prática desportiva.
Além disso, há o concurso do Comitê Olímpico Peruano, entidade que representa o país perante o Comitê Olímpico Internacional. Ele é responsável por ver a participação de atletas peruanos nas diferentes feiras internacionais onde o Peru está anexado (Olimpíadas, Jogos Pan-Americanos e Jogos Bolivarianos).

## Prática esportiva

### Futebol
Como acontece em quase todos os países da América do Sul, o futebol é o esporte mais praticado e expandido no país. O Peru é membro da FIFA e faz parte da CONMEBOL, que é seu órgão para a região sul-americana. A sua prática, tanto profissional como semi-profissional, desenvolve-se em torno das diferentes ligas ou campeonatos nacionais. Dentro das ligas classificadas como profissionais, há a Primeira Divisão do Peru, também chamada de Torneio Descentralizado Peruano ou Liga 1, e a Segunda Divisão Peruana, também chamada de Liga 2. Como competições menores ou semiprofissionais, há a Copa Peru e as ligas regionais.

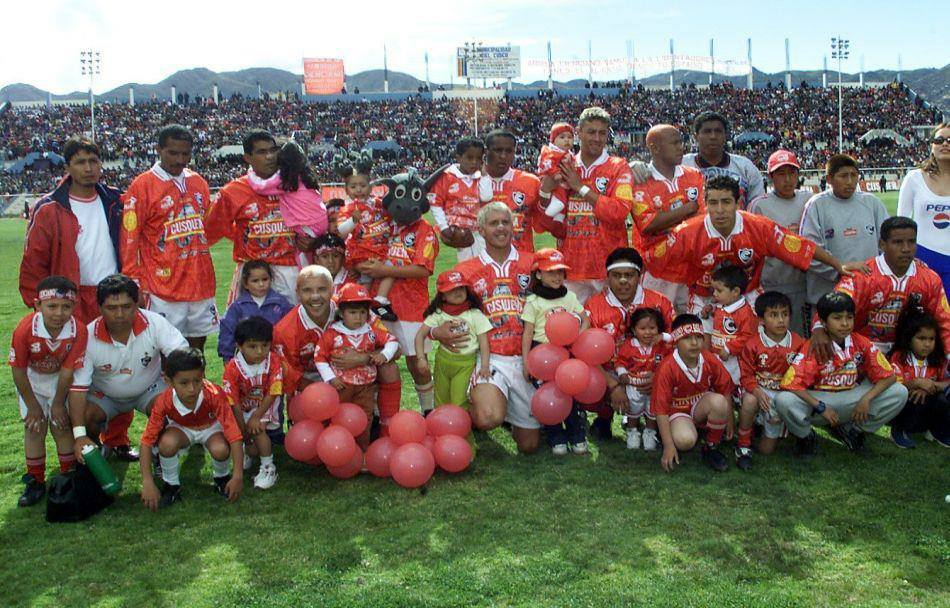
Cienciano em 2001

No nível de clubes, há conquistas significativas, como os campeonatos da equipe do Cusco Cienciano na Copa Sul-Americana de 2003 e na Recopa Sul-Americana de 2004. O único clube peruano que ganhou a Copa Libertadores Sub-20 em 2011 foi o Club Universitario de Deportes.
A seleção peruana de futebol participou de campeonatos internacionais, como a Copa do Mundo de Futebol. Entre as edições que participou estão a Copa do Mundo de Futebol de 1930, a Copa do Mundo de Futebol de 1970, a Copa do Mundo de Futebol de 1978, a Copa do Mundo de Futebol de 1982 e recentemente a Copa do Mundo de Futebol de 2018. em âmbito mais regional, a Copa América é um torneio em da qual a seleção nacional participa regularmente desde a sua criação, sendo campeã do Sul-Americano de 1939 e da Copa América de 1975.

#### Competições de clubes

##### Campeonato Peruano de Futebol
O Campeonato Peruano de Futebol, também conhecido como Liga 1 ou Liga 1 Betsson (por motivos de patrocínio), é a primeira divisão do futebol do Peru.
| Ano     | Campeão                        |
| 1912    | Lima Cricket FBC (1)           |
| 1913    | Club Jorge Chávez (1)          |
| 1914    | Lima Cricket FBC (2)           |
| 1915    | Sport José Gálvez (1)          |
| 1916    | Sport José Gálvez (2)          |
| 1917    | Sport Juan Bielovucic (1)      |
| 1918    | Sport Alianza (1)              |
| 1919    | Sport Alianza (2)              |
| 1920    | Sport Inca (1)                 |
| 1921    | Sport Progreso (1)             |
| 1926    | Sport Progreso (2)             |
| 1927    | Sport Alianza (3)              |
| 1928    | Alianza Lima (4)               |
| 1929    | Universitario de Deportes (1)  |
| 1930    | Atlético Chalaco (1)           |
| 1931    | Alianza Lima (5)               |
| 1932    | Alianza Lima (6)               |
| 1933    | Alianza Lima (7)               |
| 1934    | Universitario de Deportes (2)  |
| 1935    | Sport Boys (1)                 |
| 1936    | Não disputado                  |
| 1937    | Sport Boys (2)                 |
| 1938    | Deportivo Municipal (1)        |
| 1939    | Universitario de Deportes (3)  |
| 1940    | Deportivo Municipal (2)        |
| 1941    | Universitario de Deportes (4)  |
| 1942    | Sport Boys (3)                 |
| 1943    | Deportivo Municipal (3)        |
| 1944    | Mariscal Sucre (1)             |
| 1945    | Universitario de Deportes (5)  |
| 1946    | Universitario de Deportes (6)  |
| 1947    | Atlético Chalaco (2)           |
| 1948    | Alianza Lima (8)               |
| 1949    | Universitario de Deportes (7)  |
| 1950    | Deportivo Municipal (3)        |
| 1951    | Sport Boys (4)                 |
| 1952    | Alianza Lima (9)               |
| 1953    | Mariscal Sucre (2)             |
| 1954    | Alianza Lima (10)              |
| 1955    | Alianza Lima (11)              |
| 1956    | Sporting Cristal (1)           |
| 1957    | Centro Iqueño (1)              |
| 1958    | Sport Boys (5)                 |
| 1959    | Universitario de Deportes (8)  |
| 1960    | Universitario de Deportes (9)  |
| 1961    | Sporting Cristal (2)           |
| 1962    | Alianza Lima (12)              |
| 1963    | Alianza Lima (13)              |
| 1964    | Universitario de Deportes (10) |
| 1965    | Alianza Lima (14)              |
| 1966    | Universitario de Deportes (11) |
| 1967    | Universitario de Deportes (12) |
| 1968    | Sporting Cristal (3)           |
| 1969    | Universitario de Deportes (13) |
| 1970    | Sporting Cristal (4)           |
| 1971    | Universitario de Deportes (14) |
| 1972    | Sporting Cristal (5)           |
| 1973    | Defensor Lima (1)              |
| 1974    | Universitario de Deportes (15) |
| 1975    | Alianza Lima (15)              |
| [1976]] | Unión Huaral (1)               |
| 1977    | Alianza Lima (16)              |
| 1978    | Alianza Lima (17)              |
| 1979    | Sporting Cristal (6)           |
| 1980    | Sporting Cristal (7)           |
| 1981    | FBC Melgar (1)                 |
| 1982    | Universitario de Deportes (16) |
| 1983    | Sporting Cristal (8)           |
| 1984    | Sport Boys (6)                 |
| 1985    | Universitario de Deportes (17) |
| 1986    | Deportivo San Agustín (1)      |
| 1987    | Universitario de Deportes (18) |
| 1988    | Sporting Cristal (9)           |
| 1989    | Unión Huaral (2)               |
| 1990    | Universitario de Deportes (19) |
| 1991    | Sporting Cristal (10)          |
| 1992    | Universitario de Deportes (20) |
| 1993    | Universitario de Deportes (21) |
| 1994    | Sporting Cristal (11)          |
| 1995    | Sporting Cristal (12)          |
| 1996    | Sporting Cristal (13)          |
| 1997    | Alianza Lima (18)              |
| 1998    | Universitario de Deportes (22) |
| 1999    | Universitario de Deportes (23) |
| 2000    | Universitario de Deportes (24) |
| 2001    | Alianza Lima (19)              |
| 2002    | Sporting Cristal (14)          |
| 2003    | Alianza Lima (20)              |
| 2004    | Alianza Lima (21)              |
| 2005    | Sporting Cristal (15)          |
| 2006    | Alianza Lima (22)              |
| 2007    | Universidad San Martín (1)     |
| 2008    | Universidad San Martín (2)     |
| 2009    | Universitario de Deportes (25) |
| 2010    | Universidad San Martín (3)     |
| 2011    | Juan Aurich (1)                |
| 2012    | Sporting Cristal (16)          |
| 2013    | Universitario de Deportes (26) |
| 2014    | Sporting Cristal (17)          |
| 2015    | Melgar (2)                     |
| 2016    | Sporting Cristal (18)          |
| 2017    | Alianza Lima (23)              |
| 2018    | Sporting Cristal (19)          |
| 2019    | Binacional (1)                 |
| 2020    | Sporting Cristal (20)          |
| 2021    | Alianza Lima (21)              |

##### Segunda Divisão do Peru
A Segunda Divisão do Peru, conhecida como Liga 2, é o campeonato de segunda categoria do futebol profissional peruano. Sua organização está a cargo da Federação Peruana de Futebol.
| Ano  | Campeão                        |
| ---- | ------------------------------ |
| 1943 | Telmo Carbajo                  |
| 1944 | Ciclista Lima                  |
| 1945 | Santiago Barranco              |
| 1946 | Ciclista Lima                  |
| 1947 | Jorge Chávez                   |
| 1948 | Centro Iqueño                  |
| 1949 | Jorge Chávez                   |
| 1950 | Unión Callao                   |
| 1951 | Asociación Chorrillos          |
| 1952 | Unión Callao                   |
| 1953 | Carlos Concha                  |
| 1954 | Unión Callao                   |
| 1955 | Carlos Concha                  |
| 1956 | Porvenir Miraflores            |
| 1957 | Mariscal Castilla              |
| 1958 | Unión América                  |
| 1959 | Mariscal Sucre                 |
| 1960 | Defensor Lima                  |
| 1961 | KDT Nacional                   |
| 1962 | Mariscal Sucre                 |
| 1963 | Carlos Concha                  |
| 1964 | Defensor Arica                 |
| 1965 | Mariscal Sucre                 |
| 1966 | Porvenir Miraflores            |
| 1967 | KDT Nacional                   |
| 1968 | Deportivo Municipal            |
| 1969 | Deportivo Sima                 |
| 1970 | Atlético Deportivo Olímpico    |
| 1971 | Deportivo Sima                 |
| 1972 | Atletico Chalaco               |
| 1973 | Unión Huaral                   |
| 1975 | Compañia Peruana de Telefonos  |
| 1979 | Papelera Atlas                 |
| 1980 | Unión Gonzales Prada           |
| 1981 | Juventud La Palma              |
| 1982 | Union Gonzales Prada           |
| 1983 | Unión Gonzales Prada           |
| 1984 | Unión Gonzales Prada           |
| 1985 | Alcides Vigo                   |
| 1986 | Internazionale                 |
| 1987 | Deportivo AELU                 |
| 1988 | Defensor Lima                  |
| 1989 | Sport Boys                     |
| 1990 | Hijos de Yurimaguas            |
| 1991 | Enrique Lau Chun               |
| 1992 | Unión Huaral                   |
| 1993 | Defensor Kiwi-Ciclista Lima    |
| 1994 | Unión Huaral                   |
| 1995 | Guardia Republicana            |
| 1996 | Alcides Vigo                   |
| 1997 | Lawn Tennis                    |
| 1998 | Hijos de Yurimaguas            |
| 1999 | América Cochahuayco            |
| 2000 | Aviación-FAP                   |
| 2001 | Alcides Vigo                   |
| 2002 | Unión Huaral                   |
| 2003 | Sport Coopsol                  |
| 2004 | Olímpico Somos Perú            |
| 2005 | Olímpico Somos Perú            |
| 2006 | Deportivo Municipal            |
| 2007 | Club Universidad César Vallejo |
| 2008 | Total Clean                    |
| 2009 | Sport Boys                     |
| 2010 | Cobresol FBC                   |
| 2011 | José Gálvez                    |
| 2012 | Pacífico FC                    |
| 2013 | Los Caimanes                   |
| 2014 | Deportivo Municipal            |
| 2015 | Comerciantes Unidos            |
| 2016 | Academia Cantolao              |
| 2017 | Sport Boys                     |
| 2018 | Club Universidad César Vallejo |
| 2019 | Cienciano                      |
| 2020 | Alianza Atlético               |
| 2021 | Atlético Grau                  |
| 2022 | Cusco FC                       |

##### Copa Peru

Troféu da Copa Peru

| Ano  | Campeão                                          |
| ---- | ------------------------------------------------ |
| 1967 | Alfonso Ugarte                                   |
| 1968 | Carlos A. Mannucci                               |
| 1969 | Carlos A. Mannucci                               |
| 1970 | Atlético Torino                                  |
| 1971 | Melgar                                           |
| 1972 | Atlético Grau                                    |
| 1973 | Sportivo Huracán                                 |
| 1975 | Atlético Torino                                  |
| 1976 | Coronel Bolognesi                                |
| 1977 | Atlético Torino                                  |
| 1978 | Juventud La Palma                                |
| 1979 | ADT                                              |
| 1980 | León de Huánuco                                  |
| 1981 | UTC                                              |
| 1982 | Atlético Torino                                  |
| 1983 | Sport Pilsen                                     |
| 1984 | Los Espartanos                                   |
| 1985 | Hungaritos Agustinos                             |
| 1986 | Deportivo Cañaña                                 |
| 1987 | Club Libertad                                    |
| 1993 | Aurich-Cañaña                                    |
| 1994 | Atlético Torino                                  |
| 1995 | La Loretana                                      |
| 1996 | José Gálvez                                      |
| 1997 | Juan Aurich                                      |
| 1998 | IMI FC                                           |
| 1999 | Deportivo Upao                                   |
| 2000 | Estudiantes de Medicina                          |
| 2001 | Coronel Bolognesi                                |
| 2002 | Atlético Universidad                             |
| 2003 | Universidad Cesar Vallejo                        |
| 2004 | Sport Áncash                                     |
| 2005 | José Gálvez                                      |
| 2006 | Total Clean FC                                   |
| 2007 | Juan Aurich                                      |
| 2008 | Sport Huancayo                                   |
| 2009 | León de Huánuco                                  |
| 2010 | Unión Comercio                                   |
| 2011 | Real Garcilaso                                   |
| 2012 | UTC                                              |
| 2013 | San Simón                                        |
| 2014 | Sport Loreto                                     |
| 2015 | Defensor La Bocana                               |
| 2016 | Sport Rosario                                    |
| 2017 | Binacional                                       |
| 2018 | Pirata                                           |
| 2019 | Carlos Stein                                     |
| 2020 | Suspensa em decorrência da Pandemia de COVID-19. |
| 2021 | ADT                                              |

### Bilhar

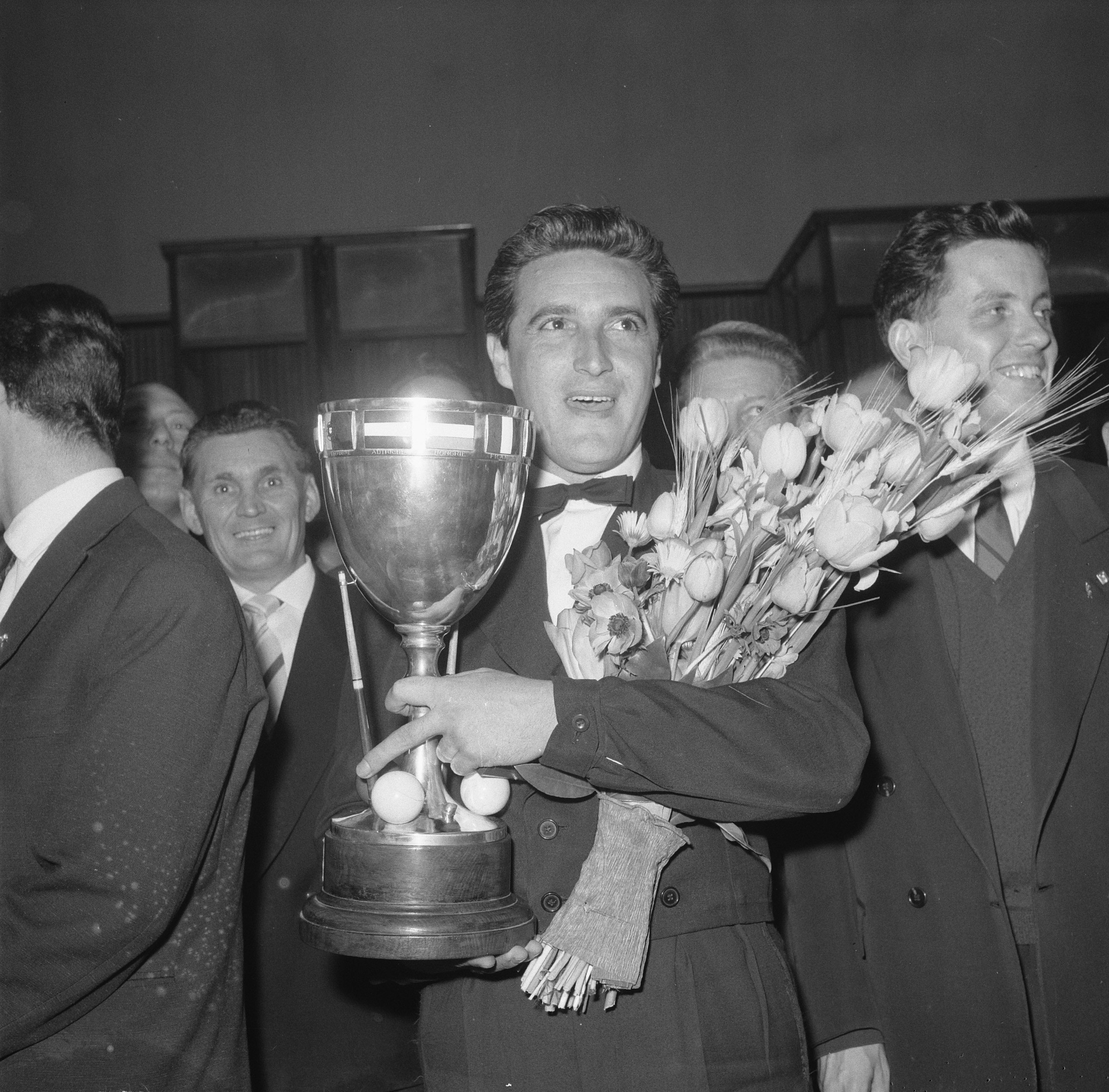
Adolfo Suarez Perret, campeão mundial de Três Bandas de bilhar em 1961.

Adolfo Suárez Perret conquistou o título de campeão mundial na especialidade de Três Bandas em 1961. Ramón Rodríguez alcançou o terceiro lugar em Três Bandas em 2007.

#### Adolfo Suárez Perret
Adolfo Suárez Perret nasceu em 27 de outubro de 1930, seu início no bilhar remonta a 1944, quando ele tinha 14 anos. 
Ele era um jogador de fantasia extraordinário e dominou todas as formas de bilhar. Faleceu em 14 de abril de 2001.

##### Título mundial
Em 23 de abril de 1961, Adolfo Suárez foi proclamado campeão mundial de Bilhar de Três Bandas, em Amesterdão (Países Baixos) depois de derrotar o belga Raymond Ceulemans na final.

### Voleibol
No ramo feminino do vôlei, foi conquistado um sub-campeonato mundial no Peru 1982, um terceiro lugar no campeonato mundial da Tchecoslováquia 1986, uma medalha de prata nos Jogos Olímpicos de Seul 1988, 12 campeonatos sul-americanos e 5 medalhas de prata, 3 medalhas de bronze No Pan-Americano, entre as mais renomadas jogadoras de vôlei estão Cecilia Tait, Gabriela Pérez del Solar, Natalia Málaga e Cenaida Uribe.

#### Introdução do vôlei no Peru
A introdução do vôlei na América do Sul ocorre no Peru em 1911, com a contratação pelo governo do presidente Augusto B. Leguía dos educadores americanos Joseph Lockey e Joseph McKnight, responsável por uma reforma educacional, e que a praticava como hobby, já que naqueles anos predominava o futebol e o boxe.
Em 12 de maio de 1942, foi fundada a Federação Peruana de Voleibol.

#### A seleção peruana no campeonato sul-americano
O Peru obteve seu primeiro título sul-americano no Campeonato de Buenos Aires em 1964.
Em 1965, o técnico japonês Akira Kato chegou como convidado da Federação Peruana de Voleibol. Akira misturou o jogo rápido da escola asiática com o jogo de poder da Europa. A forte preparação de Akira daria seus primeiros frutos no Campeonato Sul-Americano de 1967, em Santos, onde o Peru venceria o Brasil pela primeira vez.  A partir de este año, el equipo peruano iniciaría una época de hegemonía continental, que duraría hasta 1993, desde 1964 a 1993, 15 torneios foram disputados e o Peru venceu 12 vezes.
| Ano  | Resultado | Ref.    |
| ---- | --------- | ------- |
| 1951 | Bronze    | [ 375 ] |
| 1956 | Bronze    | [ 376 ] |
| 1958 | Prata     | [ 377 ] |
| 1961 | Prata     | [ 378 ] |
| 1962 | Prata     | [ 379 ] |
| 1964 | Ouro      | [ 380 ] |
| 1967 | Ouro      | [ 381 ] |
| 1969 | Prata     | [ 382 ] |
| 1971 | Ouro      | [ 383 ] |
| 1973 | Ouro      | [ 384 ] |
| 1975 | Ouro      | [ 385 ] |
| 1977 | Ouro      | [ 386 ] |
| 1979 | Ouro      | [ 387 ] |
| 1981 | Prata     | [ 388 ] |
| 1983 | Ouro      | [ 389 ] |
| 1985 | Ouro      | [ 390 ] |
| 1987 | Ouro      | [ 391 ] |
| 1989 | Ouro      | [ 392 ] |
| 1911 | Prata     | [ 393 ] |
| 1993 | Ouro      | [ 394 ] |
| 1995 | Prata     | [ 395 ] |
| 1997 | Prata     | [ 396 ] |
| 1999 | Bronze    | [ 397 ] |
| 2003 | Bronze    | [ 398 ] |
| 2005 | Prata     | [ 399 ] |
| 2007 | Prata     | [ 400 ] |
| 2009 | Bronze    | [ 401 ] |
| 2011 | Bronze    | [ 402 ] |
| 2013 | Bronze    | [ 403 ] |

### Atletismo
Kimberly Garcia conquistou a medalha de prata nos Jogos Pan-Americanos de Lima 2019. Em 2022, conquistou a medalha de ouro na caminhada de 20km no Campeonato Mundial de Atletismo realizado em Eugene (Estados Unidos) sendo a primeira medalha do Peru em um Campeonato Mundial de Atletismo. Em 23 de julho, conquistou a medalha de ouro na caminhada de 35 km (Segunda medalha de ouro pessoal) no Campeonato Mundial de Atletismo realizado em Eugene (Estados Unidos). 

### Karatê

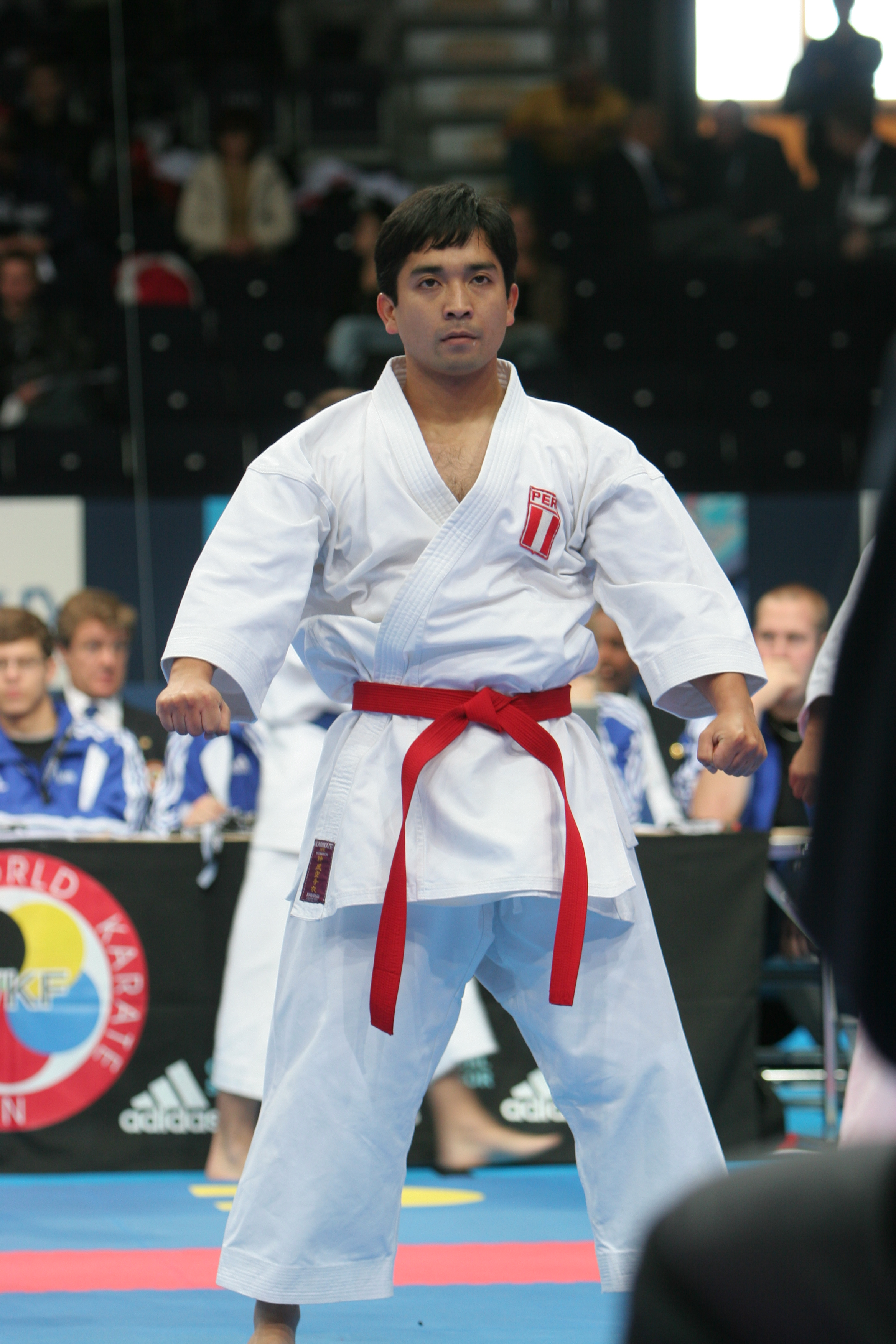
Akio Tamashiro

É um esporte de contato amplamente praticado no Peru. Seu maior expoente é Akio Tamashiro, que possui alguns títulos sul-americanos, pan-americanos e bolivarianos na modalidade kata.

### Taekwondo
O Taekwondo no Peru começou na década de 1970, primeiro em Arequipa e depois em Lima em 1975. Então, em 1977, o professor coreano Byon Oh Park chegou ao Peru como instrutor na Escola Militar de Chorrillos (Escola de Oficiais do Exército Peruano) e introduziu a forma regulamentada de taekwondo de acordo com as novas diretrizes da recém-formada Federação Mundial de Taekwondo.

### Tenis

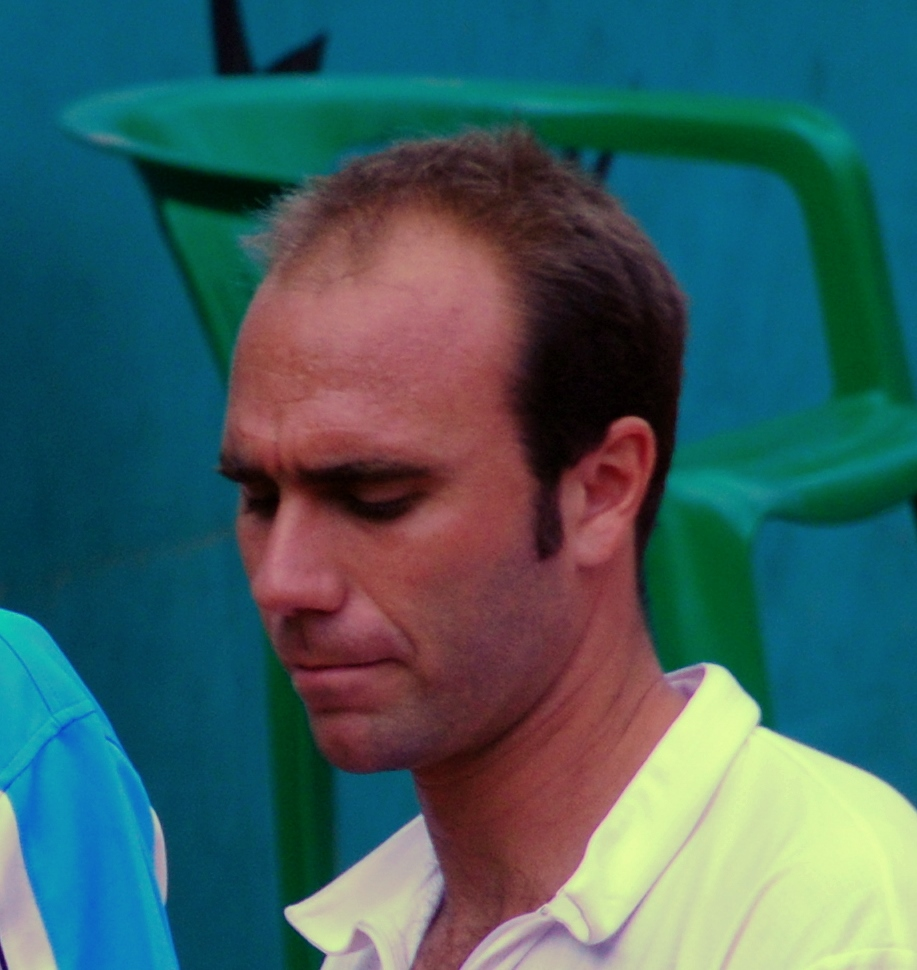
Luis Horna

No tênis, o maior sucesso foi alcançado por Alex Olmedo, que se classificou como o jogador número 2 do mundo em 1959 ao vencer os torneios de Wimbledon e Australian Open, entre outras vitórias. Outros tenistas peruanos importantes foram Jaime Yzaga (#18), Laura Arraya (#14), Pablo Arraya (#29) e Luis Horna (#33).
Em julho de 2022, Juan Pablo Varillas conseguiu ficar entre os 100 melhores do ranking ATP, posição que um tenista peruano não alcançava desde 2009.

### Skate
É um esporte que nos últimos anos ganhou muita popularidade entre os jovens peruanos. O skatista mais destacado é Angelo Caro.
| Ano  | Competição           | Resultado      | Skatista       | Ref.    |
| ---- | -------------------- | -------------- | -------------- | ------- |
| 2021 | Madrid Urban Sports  | Primeiro lugar | Angelo Caro    | [ 414 ] |
| 2021 | Jogos Olímpicos      | Quinto lugar   | Angelo Caro    | [ 415 ] |
| 2022 | Urban World Series   | Primeiro lugar | Angelo Caro    | [ 416 ] |
| 2022 | World Skate Games    | Segundo lugar  | Jana Yamashita | [ 417 ] |
| 2022 | Jogos Sul-Americanos | Primeiro lugar | Deyvid Tuesta  | [ 418 ] |

### Squash
Diego Elias foi eleito o melhor jogador do mês de outubro de 2022 pelo PSA World Tour.